# 쭈옌 끼에우
《쭈엔 끼에우》(베트남어: Truyện Kiều; 한자: 전교傳翹 혹은 김운교전金雲翹傳)은 18세기 베트남의 작가 응우옌주Nguyễn Du가 저술한 대서사시로 베트남 문학사에서 가장 중요한 작품이다. 베트남어의 원명은 도안 쯔엉 떤 타인(Đoạn Trường Tân Thanh/단장신성斷腸新聲)이고, 쭈엔 끼에우Truyện Kiều라는 이름으로 널리 알려졌다.

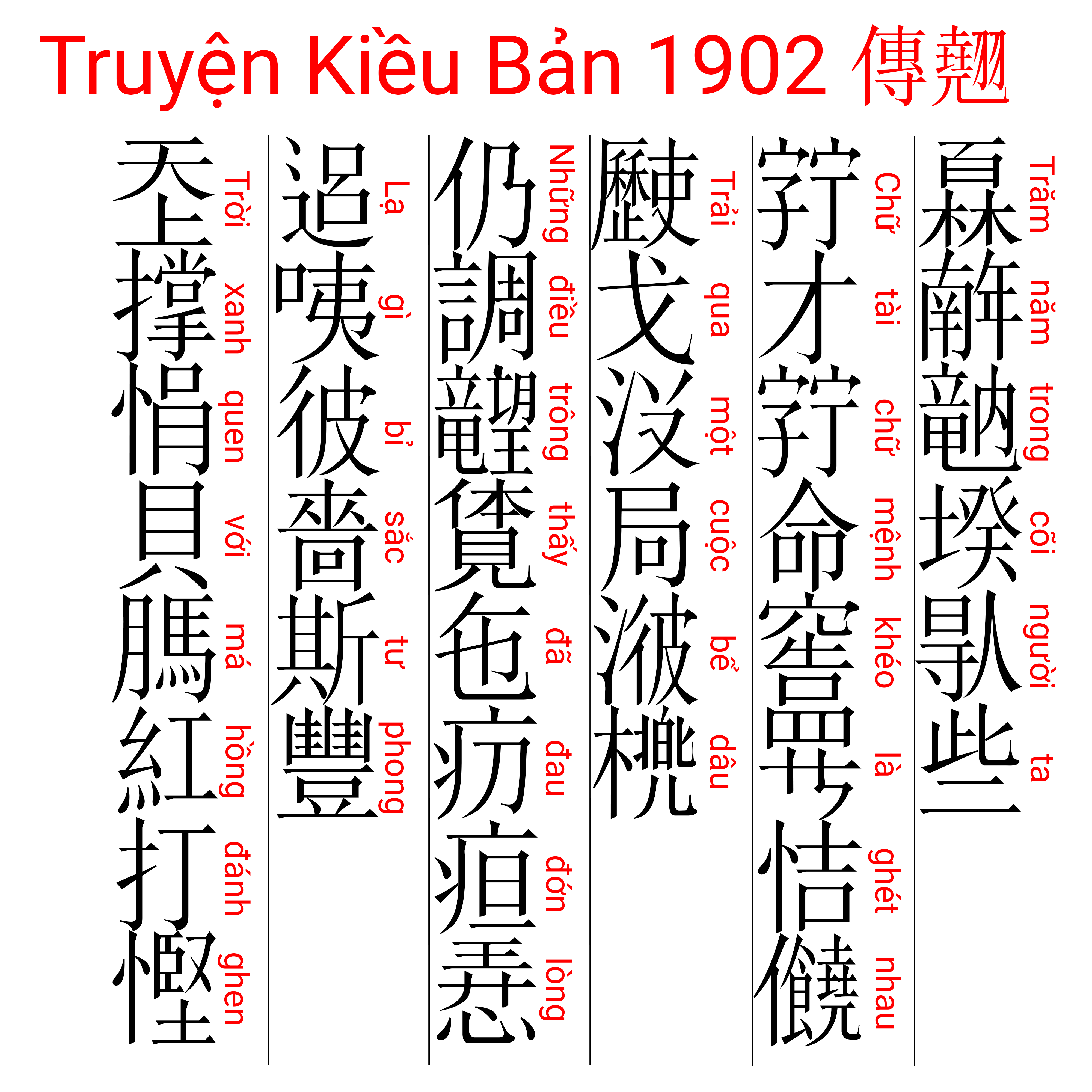

## 소개
≪쭈옌 끼에우≫는 베트남이 낳은 대문호 응우옌 주가 쓴 걸작이다. ≪쭈옌 끼에우≫는 3254행으로 구성된 6·8조 연서체 장편 서사시로 중국 청나라 시대의 청심재인(靑心才人)이 쓴 통속 소설 ≪김운교(金雲翹)≫를 응우옌 주가 쯔놈 문자로 축약, 번역하여 운문시로 개작하였다. 쯔놈으로 쓰여진 자료중의 최대의 것으로 베트남의 국민문학으로 불리며, 대부분의 베트남인들이 최소한 일부구절을 외우고 있다.

## 내용
작품에는 유(儒), 불(佛), 선(仙)과 같은 시대의 주류적 사상이 면면히 흐르고 있고, 주제는 인간의 재색을 찬탄하는 심오한 인도주의 사상, 부모에 대한 효도 사상, 원앙과 같은 청춘남녀의 행복과 자유로운 사랑의 추구, 착한 일을 권장하고 악한 일을 경계하는 권선징악(勸善懲惡), 재색을 겸비한 아름다운 여인이 박명하여 겪는 곤궁하고 억울한 사연을 딱하게 여기는 애궁도굴(哀窮悼屈), 선과 악에 대한 인과응보(因果應報)를 다루고 있다.

## 평가
중국에서는 김운교가 고전으로서 높은 평가를 받지 못하였으나, 베트남에서 응우옌 주의 작품 쭈옌 끼에우가 나오자 많은 사람들이 흥미를 갖게 되었으며, 이에 중국에서도 김운교에 대하여 새롭게 관심을 가지게 되었다. 쭈옌 끼에우를 연구하는 학자들은 응우옌 주가 김운교에 대하여 관심을 가지게 된 것은 주인공인 투이 끼에우Thủy Kiều가 아버지를 구하기 위해 자신의 몸을 팔게 된 이유와 응우옌 주 자신이 처해 있는 운명이 비슷하다고 생각하였기 때문이라고 한다. 당시 베트남 조정의 혼란스러움으로 베트남 봉건사회의 불합리한 실상을 자신의 작품에 그대로 반영할 수 없었고, 조상 대대로 후 레 왕조(黎)에 충성을 해왔던 명문 귀족으로서 응우옌 왕조(阮)에 출사할 수밖에 없었던 자신의 처지를 중국의 김운교 줄거리를 차용하여 투이 끼에우에 빗대어 표현한 것이라는 것이다. 그래서 처음에 작품 이름을 ‘창자를 끊어내는 새로운 소리’라는 뜻의 단장신성斷腸新聲으로 하였던 것이다.
응우옌 왕조 제2대 황제인 민망은 쭈옌 끼에우에 심취하여 관리들에게 암송하도록 했으며, 한림원 학사들로 하여금 필사를 해 후대에 전하도록 하였다. 제4대 뜨 득 황제 때에는 황제가 국가 대소사를 의논하는 곳에서 쭈옌 끼에우를 감상하고 시를 짓도록 하였다.
20세기에 들어와서도 쭈옌 끼에우는 베트남 인민들의 일상생활에 깊은 영향을 미치게 되었으며, 영화, 연극, 창, 판소리, 회화 등의 예술로 확대되었다. 베트남 사람들에게 쭈옌 끼에우는 자신의 운명이 마치 그 내용 안에서 전개되고 있다고 착각하게 할 정도로 그들의 영혼 깊은 곳까지 자리잡고 있는 작품이다. 그래서 ‘끼에우 점’이 있을 만큼 자신의 운명을 점치는 경전으로 간주하기도 한다.
20세기의 저명한 지식인 팜꾸인(Phạm Quỳnh)은 “낌 번 끼에우(金雲翹)는 베트남 불후의 문학 걸작품으로 그 심오한 사상적 가치는 영원할 것”이라고 극찬한 바 있다. 세계문학사에 찬연히 빛나는 호메로스의 일리아스나 셰익스피어의 햄릿에 버금가는 작품이다.
현재 ≪도안 쯔엉 떤 타인(斷腸新聲)≫의 원본은 전해지지 않고 있지만, 1866년 출판본을 근간으로 널리 보급되었다. 제목도 ≪쭈옌 투이끼에우≫, ≪쭈옌 끼에우≫, ≪낌 번 끼에우≫, ≪끼에우≫등으로 불리고 있으나, 여기서는 베트남에서 일반적으로 부르고 있는 ≪쭈옌 끼에우≫를 제목으로 하였다. 4

## 우리말 번역
- 최귀묵 옮김, 취교전, 소명출판, 2004년 10월 30일